# アッコとマチャミの新型テレビ
『アッコとマチャミの新型テレビ』（アッコとマチャミのしんがたテレビ）は、福岡放送（FBS）製作のトークバラエティ番組。和田アキ子・久本雅美の冠番組。和田が所属するホリプロが制作協力。
2000年10月2日から2001年3月25日まで放送された『アッコとマチャミのテレビ』のリニューアル番組で、本項では同番組についても併記する。
日本テレビ深夜放送枠『ZZZ』の内包番組として放送開始。『ZZZ』終了後も引き続き水曜深夜にて、2005年3月30日まで放送された。
番組名については、単に「テレビ」、「新型テレビ」と表記されることもあった。

## 概要
キャッチフレーズは「業界視聴率100%番組」。収録は東京都内の芝公園スタジオで行われていた。
毎回1人（もしくは1組）の芸能人をゲストに迎え、ゲストの悩みを和田と久本がお笑い人生相談のように訊ねながらトークを繰り広げる「アッコとマチャミのテレビ人生相談」のコーナーを軸にしていた。なお放送第1回目のゲストは中森明菜で、『新型テレビ』としてリニューアル後初のゲストはビートたけし。他にも立川談志、加山雄三、泉ピン子、武豊、浜崎あゆみなど深夜のトーク番組には、あまり出演しない芸能人や太田房江(当時 大阪府知事)もゲスト出演したりと珍しい人も呼びトークを展開するあたり和田の交友関係の広さがうかがえる番組でもあった。他には柳葉敏郎、鈴木あみ、藤原竜也などがゲスト出演した。
トークの途中で三村マサカズらが扮する、テレビの被り物をした「テレビマン」や「テレビちゃん」がアップで登場し、ゲストの裏話を小声で言うミニコーナーがあったが、後期はゲストの担当マネージャーが「テレビマン」「テレビちゃん」に扮することが多かった。
番組のラストでは、ゲストがスタジオセットのねずみ色の瓦にサインを書いて帰るのが恒例になっていた（番組中期以降）。
オープニングタイトルやインサート映像は演出のつきざわけんじと編集の島田一浩が制作した物が使われていたが、2003年4月にイラストレーターの安斎肇を起用し、テレビをモチーフにしたキャラクターのイラストに変更。そのため番組内で使用していたイメージ映像などは全面的にリニューアルされた。
番組は当番組以前の「ZZZ」枠でのFBS製作番組と同様、ホリプロが制作を担当していたが、放送枠が火曜の24:20～24:50に移動した際、裏番組に同じホリプロ制作の『さまぁ〜ずと優香の怪しい××貸しちゃうのかよ!!』（テレビ朝日系）が放送されていた為、「テレビマン」として出演していた三村が降板し、スタッフロールからHORiPROとホリプロ所属スタッフのクレジットが非表示とされていた。放送枠が水曜に移った際に元通りクレジット表記された。
『テレビ』『新型テレビ』併せて4年半放送されたが、『ZZZ』以来の日本テレビ系列地方局製作枠が無くなったことで終了。番組終了後は、同じく和田と久本を司会に起用したFBS製作の特別番組が、毎年1月と8月に日本テレビ系全国ネットで放送されていた。

## コーナー
アッコ・マチャミの「初体験します」
和田と久本が、テレビマンから紹介される発売されたばかりの珍しい菓子などを試食するコーナー。テレビマンが2人にヒントを出すのが恒例になっていた。派生版として、和田と久本が街へ繰り出し、一般市民の生活を体験する企画を行ったこともある。
アッコとマチャミのテレビ人生相談
ゲストが自分の3つの悩みをフリップに書き出して紹介した後、それらを基にトークをするコーナー。このコーナーで使われたフリップは「世界に1枚」という事をウリに、毎週1名の視聴者にプレゼントされていた。
ポカスカジャン脱線音楽
ポカスカジャンのメンバーが各回のゲストをネタにしたシュールな替え歌を披露するコーナーで、原曲のサビ部分を主に使用。番組の冒頭あるいは途中で、何の前振りも無しに行われていた。コーナー冒頭にはテロップで「笑う準備よろしく。」と書かれていた。
ポカスカジャンはこのコーナー以外にも、CM前のアイキャッチで「こんばんは こんばんは 新型テレビ」と歌った後に一言しゃべるという映像に出ていた。
つけとどけ
ゲストが持参してきた土産物を試食するコーナー。「テレビちゃん」がスタジオに登場し、和田・久本・ゲストに土産を配る。
ラテトーク
初期のコーナー。過去の新聞のラテ欄の面を拡大して印刷した巨大ボードを用意し、その内容を元に和田と久本がトークする。
テレビのギモン
「新型テレビ」以前のミニコーナー。和田・久本と交遊関係のある芸能人がVTRで出演し、日頃テレビに対して思うギモンを二人に質問して解決してもらおうという企画。結果、二人のテレビに対する雑談になる事が多かった。

## 放送時間
いずれもJST。

### アッコとマチャミのテレビ
- 月曜 24:12 - 24:45 （『ZZZ』月曜第2部、2000年10月 - 2001年3月）

### アッコとマチャミの新型テレビ
- 月曜 24:12 - 24:45 （『ZZZ』月曜第2部、2001年4月 - 2002年3月）
- 月曜 24:25 - 24:55 （『ZZZ』月曜第2部、2002年4月 - 2002年9月）
- 火曜 24:20 - 24:50 （『ZZZ』火曜第1部、2002年10月 - 2003年3月）
- 水曜 24:28 - 24:58 （2003年4月 - 2003年9月）
- 水曜 24:23 - 24:53 （2003年10月 - 2004年3月）
- 水曜 24:10 - 24:40 （2004年4月 - 2004年9月）
- 水曜 24:20 - 24:50 （2004年10月 - 2005年3月）

## 出演者

### 司会
- 和田アキ子[5]
- 久本雅美[5]

### テレビマン
- 三村マサカズ（さまぁ〜ず）※放送開始から半年間の『テレビ』時代はナレーションも担当。
- 島田秀平（当時号泣） - 「前説No.1芸人」の肩書きで出演。

### テレビちゃん
- 西田夏
- くまきりあさ美
- くまきりの降板後は、ゲスト出演者のマネージャーがテレビちゃんの格好で登場するようになった。

### ポカスカジャン脱線音楽
- ポカスカジャン（大久保ノブオ・タマ伸也・省吾）

### 準レギュラー
- 松村邦洋
- せんだみつお
- 柴田理恵（久本が喉の不調時、代わりにトーク進行役として出演）

## 番組企画
和田と久本はこの番組で音楽ユニット「ババロア@」を結成し、CD『たまたまねぎねぎ〜たまねぎが教えてくれたこと〜』をリリースした。

## エンディングテーマ
- コズミックライダー（藤木直人）
- Twinkle Heart（木村由姫）
- コレクター（ハートバザール）
- 夏ぞら（谷口崇）
- 吠える犬と君（Sound Schedule）
- たまたまねぎねぎ 〜たまねぎが教えてくれたこと〜（ババロア@）
- Stuck （ステイシー・オリコ）
- Set Free （山本領平）
- DOOR （コブクロ）
- 月（天野月子）
- 桜（河口恭吾）
- Dreamin' on （D-51）
- 卒業のうた（HUNGRY DAYS）

## スタッフ
- イラスト (2003年4月以降)：安斎肇
- 美声 (ナレーター・2001年4月から)：makkie（初期は槇大輔と表記）
- 構成 (新型テレビ 以前のみ)：福原フトシ、川野将一
- 技術 (中期前まで 渋谷ビデオスタジオ収録時)
  - ＴＤ：松嶋賢一、島方春樹※
  - カメラ：安藝孝仁、小松忠信※
  - ＶＥ (映像調整)：高垣俊宏、松田年世※
  - ＶＴＲ：山本米勝、橋本公男※
  - 音声：竹山裕隆、渡辺利実※
  - 照明：出口勉、萩原文彦※ (東新)

※印スタッフ注釈
- 技術 (中期以降 芝公園スタジオ収録時)
  - ＴＤ：坂牧昭夫
  - カメラ：石田和良、藤本茂樹、風間誠
  - ＶＥ (映像調整)：山本豪雄
  - ＭＩＸ (音声)：大熊一幸
  - ＬＤ (照明)：井町成宏 (LiTX)
- ロケ技術
  - カメラ：黒崎修一、永妻満
  - ＶＥ (映像調整)：宮澤和成、長谷川裕樹、小野寺和則
  - 音声：佐藤直樹、白井宗敏、大村賢之
- 編集：島田一浩（PIPE DOG・全期間）、八木幹治（初回～中期・後にOMNIBUS JAPANへ）
- ＭＡ：石井勇人（初回～中期）→ 丸山秀樹（中期以降）
- 音効：たかしましんたろう（初期は高島慎太郎と表記）
- デザイン：ねもとまさ乙
- 美術制作：福島禎之
- メイク：平本由起子
- 技術協力：ビデオスタッフ（中期前まで）→ テクノマックス（中期以降）／ アットマーク（初期はプライムシステムと表記）、メディアハウス（初期）／ ワークビジョン[7]（ロケ企画のみ）
- 美術協力：CAVIN
- 企画協力：西尾聖（ホリプロ・レギュラー放送終了後の特番時のみ表記）
- 広報：浦田奈緒美、小松裕子 → 八尋敏光、伊藤昭彦（全員FBS）
- ＡＰ：槙哲也（ホリプロ・初期）→ 堤智志[8]（ホリプロ・中期以降）／ 今泉暢子（MEN'S・全期間）
- ディレクター (初期のみ)：川上敏哉（FBS）
- プロデューサー：藤井隆行（FBS）、三浦一郎（FBS・初期はAP）／ 曽川修二（ホリプロ）
- 制作 (中期まで)：井上正之（FBS）
- 演出：つきざわけんじ（MEN'S）
- 演出協力：MEN'S
- 制作協力：HORiPRO
- 製作著作：FBS福岡放送

## 参考資料
- ザ・テレビ欄II 1991〜2005（2009年、TOブックス）ISBN 4904376080